# Giacomo Sannesio

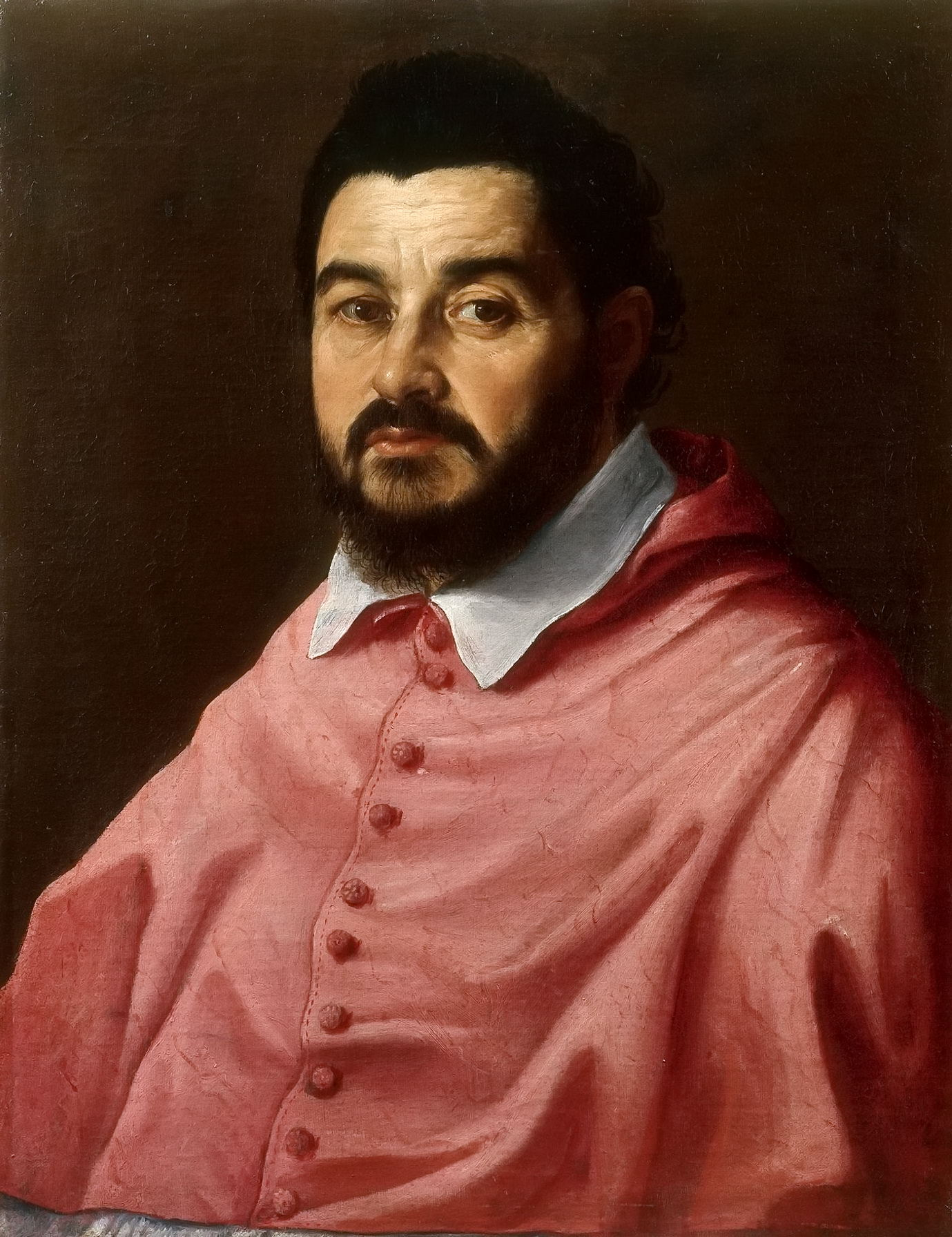
Kardinal Giacomo Sannesio, Porträt von Guido Reni

Giacomo Sannesio (auch Jacobo Sannesius; * um 1560 in Belforte del Chienti; † 20. Februar 1621 in Rom) war ein italienischer Geistlicher, Bischof von Orvieto und Kardinal der Römischen Kirche.

## Leben
Er stammte aus einer wohlhabenden bürgerlichen Familie, seine Eltern waren Barnaba Sannesio und Fiordalisa Bozi.
Giacomo Sannesio studierte Rechtswissenschaften und hatte anschließend den Vorsitz bei einem Berufungsgericht in Zivilsachen in Camerino inne. 1591 zog er auf den Ruf seines Bruders Clemente nach Rom und kam mit dessen Unterstützung am Hof von Pietro Aldobrandini, einem Neffen von Papst Clemens VIII. unter. Nachdem der Papst Aldobrandini im Jahr 1591 zum Kardinal erhoben hatte, wurde Sannesio zum Kanoniker von St. Peter ernannt, er war Sekretär der Sacra Consulta und Apostolischer Protonotar. Als Kunstliebhaber kaufte er die Werke bekannter Maler seiner Zeit, darunter solche des Michelangelo Merisi, der später unter dem Pseudonym il Caravaggio berühmt werden sollte.
Im Konsistorium vom 9. Juni 1604 erhob Clemens VIII. ihn zum Kardinalpriester, den roten Hut und die Titelkirche Santo Stefano al Monte Celio empfing Kardinal Sannesio am 25. Juni desselben Jahres. Er nahm am ersten Konklave 1605 teil, das Papst Leo XI. wählte, sowie am zweiten Konklave desselben Jahres, aus dem Paul V. als Papst hervorging.
Am 20. Juni 1605 wurde er zum Bischof von Orvieto ernannt. Im Jahr 1610 restaurierte er den Bischofspalast in Castel Giorgio, der 1477 von Giorgio della Rovere erbaut und 1497 beim Durchzug der Truppen Karls VIII. von Frankreich durch ein Feuer zerstört worden war, weitere Zerstörungen rührten aus zwei starken Erdbeben 1505 und 1511.
Vom 13. Januar 1620 bis zum 11. Januar 1621 war Giacomo Sannesio Kämmerer des Heiligen Kardinalskollegiums. Er nahm am Konklave 1621 teil, das mit der Wahl von Gregor XV. endete.
Beigesetzt wurde er in der Kirche San Silvestro al Quirinale in Rom.